# Лонг-Айлендское сражение
Лонг-А́йлендское сраже́ние (англ. Battle of Long Island), также Бруклинское сражение (англ. Battle of Brooklyn) — одно из первых сражений войны за независимость США, крупнейшее сражение этой войны, которое произошло 27 августа 1776 года между английскими войсками генерала Уильяма Хау и частью Континентальной армии на острове Лонг-Айленд, которой командовал генерал Израэль Патнэм. Сражение стало первым боевым столкновением Кампании в Нью-Йорке и Нью-Джерси и первым за всю войну столкновением американской и британской армий на открытой местности.
22 августа 1776 года Хау переправил на остров Лонг-Айленд армию в 20 000 человек. Рекогносцировка обнаружила недостатки американских позиций, и вечером 26 августа генералы Клинтон и Перси, командуя правым крылом армии, двинулись в обход левого фланга противника. Овладев важными перевалами на Гуанских высотах, англичане утром 27 достигли селения Бедфорд, откуда и напали на левый фланг врага, дивизию Салливана, которая в беспорядке отступила к своим главным силам на Бруклинских высотах. В то же время немецкий отряд генерала Фон Хейстера смял неприятельский центр. Правая колонна британской армии под командованием Джеймса Гранта атаковала позицию бригады лорда Стирлинга и прижала её к болотам, но героическое сопротивление мэрилендского полка позволило бригаде отступить через болота. Американцы вынуждены были оставить свои передовые позиции. 28 августа англичанами была начата осада лагеря, но уже ночью американцы покинули позиции и переправились на Манхэттен. Англичане не стали их преследовать.

## Предыстория
В первые недели войны британская армия была блокирована на Бостонском полуострове. 17 марта 1776 года англичане покинули Бостон и переправились в Галифакс, где стали ждать усилений. Джордж Вашингтон ещё летом 1774 года догадывался, что английская армия постарается захватить Нью-Йорк, поэтому в июне послал туда генерала Филипа Скайлера, а в феврале 1776 года поручил оборону Нью-Йорка генералу Чарльзу Ли. Ли пробыл в городе до марта, после чего был отправлен Конгрессом в Южную Каролину, а его место занял Уильям Александер (больше известный как лорд Стирлинг). Ли за время своего пребывания не укреплял город всерьёз, полагая, что его невозможно удержать ввиду господства англичан на море. Им были построены баррикады в самом городе и несколько редутов на его окраине.
Сразу после эвакуации Бостона Вашингтон начал перебрасывать Континентальную армию к Нью-Йорку. Сам он покинул Бостон 4 апреля и разместил штаб в Нью-Йорке 13 апреля. Ситуация в Нью-Йорке была сложной, в городе и окрестностях было много лоялистов, которые поддерживали связь с англичанами через губернатора Трайона. Вскрылся заговор, в котором участвовал мэр города Дэвид Мэттьюз, некоторые лоялисты и даже рядовой Томас Хики из личной гвардии Вашингтона. Хики был судим, приговорён к смерти, и повешен 28 июня. Ходили слухи, что он замышлял убийство самого Вашингтона. Много усилий было приложено для ареста и депортации лоялистов. Этим занимался ещё Чарльз Ли, несмотря на сопротивление городских властей.
Историк Томас Филд писал, что в то время в Нью-Йорке фактически не было реальной власти. Континентальный Конгресс в Филадельфии ещё только боролся за своё признание, а провинциальный Конгресс Нью-Йорка сам не знал пределов своих полномочий и постоянно экспериментировал для их выявления.
Ещё в феврале в Бруклин был переведён полк полковника Уорда, который занялся постройкой укреплений. В начале мая Вашингтон начал переводить туда остальные подразделения и вскоре на Лонг-Айленде находилось уже несколько тысяч человек. Уже был достроен форт Стирлинг, и началась постройка трёх дополнительных: форта Патнэм, форта Грин и форта Бокс. Каждый форт был окружён рвом, а вся укреплённая линия насчитывала 36 орудий. Чтобы британский флот не смог войти в Гудзон, в проливах были затоплены блокшивы. Американцы были убеждены, что перекрытый фарватер и береговые батареи не позволят британскому флоту прорваться к Манхэттену. Британское командование тоже поверило в невозможность прорыва этих заграждений и в итоге даже не предприняло попытки такого прорыва. 

### Прибытие британской армии

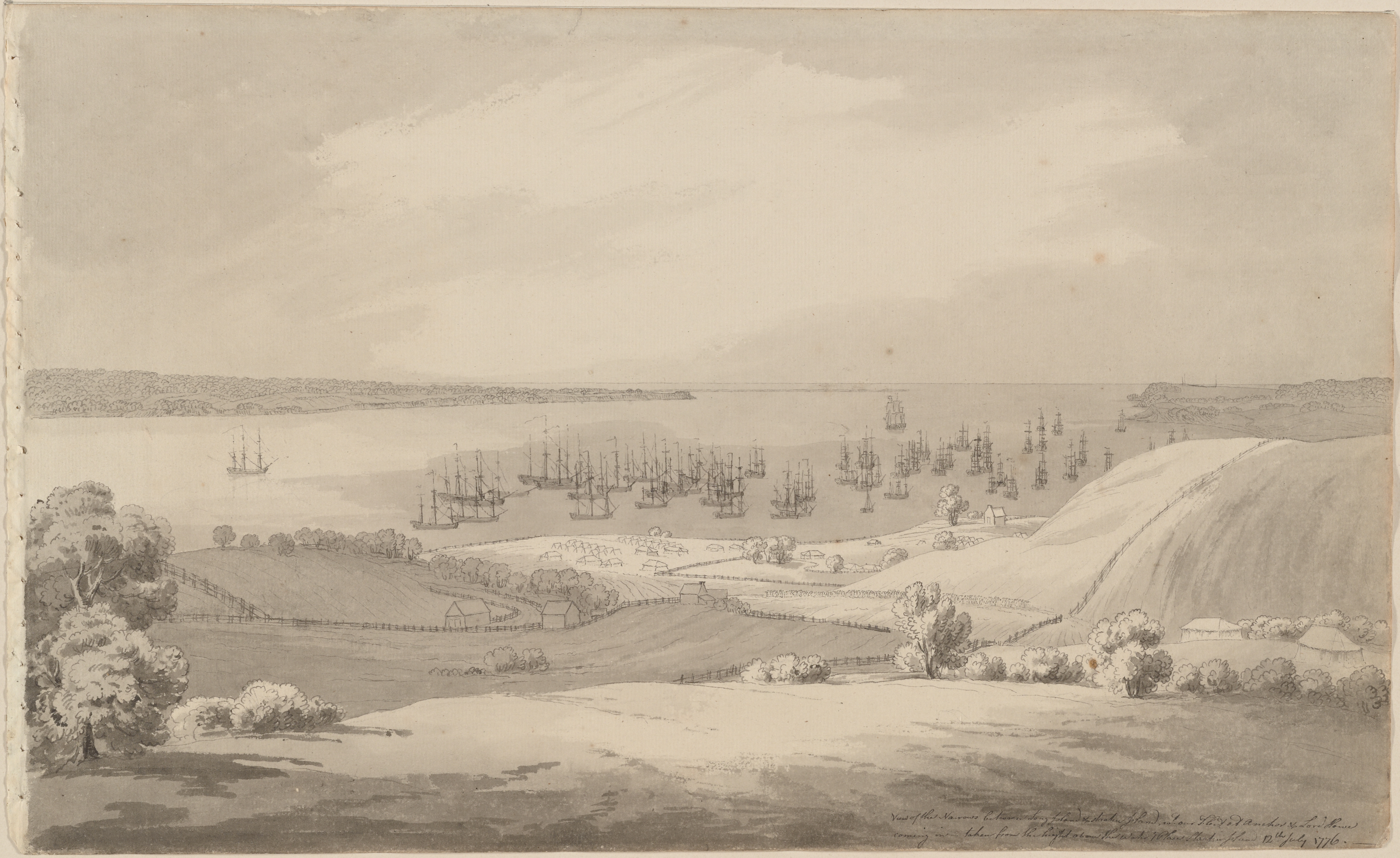
Британский флот у Статен-Айленда.

28 июня Вашингтону донесли о приближении британского флота, а 29 июня подошло 45 кораблей. Корабли продолжали прибывать и через неделю их стало уже 130. 2 июля британская армия высадилась на Статен-Айленде. Американские регулярные части сделали несколько выстрелов и отошли, а ополчение острова перешло на сторону англичан. Между тем в Филадельфии 2 июля было принято решение о независимости, а 4 июля она была официально провозглашена. 6 июля эти новости достигли Нью-Йорка, а 9 числа в 18:00 Вашингтон собрал несколько бригад на городском общинном поле, где была зачитана Декларация Независимости. В тот же день горожане сбросили с пьедестала свинцовую статую короля Георга III и переплавили её в пули.
12 июля британские суда HMS Phoenix и HMS Rose подошли в устье Гудзона, но попали под огонь американских батарей и сами открыли ответный огонь по городу. Они проследовали вдоль берега Нью-Джерси в Гудзон, прошли мимо форта Вашингтон, и подошли к Территауну. Предполагалось, что они перережут американцам линии снабжения и придадут уверенности лоялистскому населению.
На следующий день Хау попытался начать переговоры с американцами. Он отправил лейтенанта Филипа Брауна с письмом для Вашингтона, которое было адресовано «George Washington, Esq.». Брауна встретили Джозеф Рид, Генри Нокс и Самуэль Уэбб. Было заранее решено не принимать письма, так как в нём не признавалось генеральское звание Вашингтона, поэтому Рид сообщил Брауну, что в Континентальной армии нет человека, адрес которого указан в письме. 16 июля Хау отправил второе письмо, адресованное «George Washington, Esq., etc., etc.», но и оно не было принято. 17 июля капитан Нисбет Балфур встретился с Вашингтоном и предложил назначить устные переговоры на 20 июля. В назначенный день от Хау явился его адъютант Джеймс Паттерсон. Он сообщил Вашингтону, что Хау уполномочен гарантировать прощение американцам, но Вашингтон ответил: «Не чувствующие вины не нуждаются в прощении. Мы лишь защищаем то, что считаем нашими неотъемлемыми правами».
Александр Гамильтон, на тот момент командир роты нью-йоркского ополчения, лично изучил окрестности Нью-Йорка, и пришёл к выводу, что удержать Лонг-Айленд невозможно, и надо отвести войска на Манхэттен. Он написал анонимное письмо с этим предложением, и переправил его в штаб армии, но на это письмо не обратили внимания.

### Высадка британцев на Лонг-Айленде
Генерал Хау знал всё о расположении и состоянии армии противника от лонг-айлендских лоялистов. Изучив ситуацию, он решил наступать через Лонг-Айленд. В случае успеха он мог бы захватить Бруклинские высоты и тем решить судьбу города, в случае же неудачи у высот он всё равно оказывался в выгодной позиции и мог заставить противника эвакуировать Нью-Йорк.

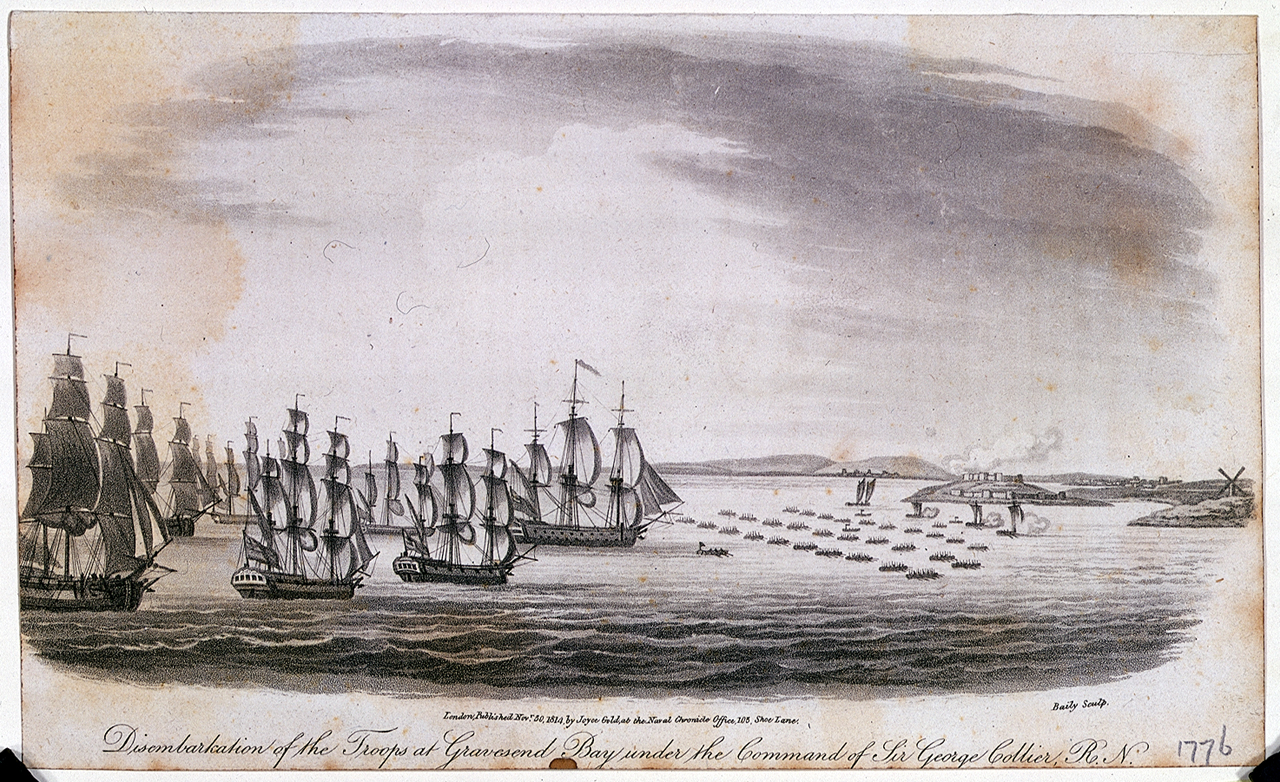
Британская армия десантируется в Грейвсенд-Бэй.

На рассвете 22 августа три британских фрегата, Phoenix, Rose и Greyhound заняли позиции у местечка Грейвсенд-Бей на Лонг-Айленде. Были приведены в готовность 75 плоскодонных кораблей, 11 плоскодонных лодок (бато) и две галеры. Группировка  15000 человек при 40-ка орудиях была приведена в боевую готовность. В 08:00 на транспорты погрузился авангард: 4 батальона лёгкой пехоты и 17-й полк лёгких драгун, а также резерв: 33-й и 42-й пехотные полки, и гессенский корпус Фон Донопа. Общая численность отряда составляла 4000 человек, ими командовали Клинтон и Корнуоллис. Под прикрытием фрегата Rainbow они пересекли пролив и высадились на Лонг-Айленде. Следующим заходом были переправлены ещё 5000 человек, а к полудню вся армия, 15 000 человек, оказалась на острове, не встречая сопротивления. 25 августа была переправлена гессенская гренадерская бригада генерала Леопольда фон Хейстера.
Ближе всего к месту десантирования находились 200 человек 1-го Пенсильванского континентального полка под командованием полковника Эдварда Хэнда. Они отправились к Новому Утрехту, чтобы оттуда наблюдать за противником, но британцы уже двигались в селению Флэтбуш, поэтому отряд Хэнда некоторое время шёл через лес параллельным курсом. Понимая, что его силы слишком малы, Хэнд ограничился тем, что поджёг пшеничное поле и вернулся в лагерь, сделав всего несколько выстрелов.
В тот день Корнуоллис с авангардом занял селение Флэтбуш и встал там лагерем. Основная армия встала лагерем около берега. Теперь между ними и Бруклинскими высотами находилась цепь холмов высотой 100—150 футов, который назывались Гуанскими высотами (Guan или Guian). С южной стороны эти холмы имели местами крутые склоны, а с северной более пологие. Все холмы были покрыты таким густым лесом, что только пехотинец мог пройти сквозь него. Через этот лес невозможно было протащить артиллерию или наступать в боевой формации. Только в четырёх местах через холмы проходили дороги. Самая западная (Гованус-роуд) шла от Грейвсенда вдоль моря через Новый Утрехт, огибала холмы с запада и приходила в Бруклин. Вторая шла из Флэтбуша через Флэтбушский перевал и тоже приходила в Бруклин. От неё отделялась третья дорога, которая шла через Бэдфордский перевал в село Бэдфорд. Восточнее, через три мили, находился Ямайский перевал, через который проходила четвёртая дорога.
Генерал Натаниель Грин, который сначала командовал войсками на Лонг-Айленде, хорошо знал местность, но он неожиданно заболел, поэтому 20 августа его заменил генерал Салливан, который плохо знал местность. Однако, 24 августа командование принял Исраэль Патнэм, который вообще не представлял себе географию острова. Узнав о высадке британцев, Вашингтон отправил на остров несколько полков общей численностью 1800 человек. Теперь на Лонг-Айленде стояло 5800 человек, на две трети из них были ополченцами, мало пригодными к бою с регулярными войсками. Надёжность частей Нью-Йорка и Лонг-Айленда вызывала особые сомнения. Вашингтон ещё 24 августа был уверен, что на остров высадилась лишь небольшая часть британской армии, около восьми тысяч, а основная часть готовится атаковать Манхэттен, поэтому именно на Манхэттене держал самые надёжные части. Ополченцы составляли половину бригады Стирлинга, но именно с ними он прибыл на Лонг-Айленд, оставив два регулярных полка (Мэрилендский и Делаверский) в лагере на Манхэттене.
Вашингтон предполагал, что британцы сразу атакуют его позиции, но генерал Хау не спешил. 23 августа произошла небольшая перестрелка у Флэтбушского прохода, а отряд Донопа подошёл к Бэдфордскому проходу, но столкнулся с отрядом Хэнда. Американцы пытались обстреливать противника из орудий с Гуанских высот, но гессенская артиллерия быстро подавила этот огонь. 26 августа Корнуоллис оставил во Флэтбушском лагере 42-й полк и гессенцев (под общим командованием Фон Хейстера), а с остальной частью своего отряда ушёл в село Флэтлэндс, что явно создавало угрозу левому флангу американской армии, но никто на американской стороне не осознал этого. В этот день Вашингтон прибыл на полуостров и понял, что именно здесь концентрируются основные силы британской армии. Он перевёл на остров отряд Нолтона, Мэрилендский и Делаверский полки, что увеличило американские силы на острове до 7000 человек. К концу дня западную дорогу охранял отряд в 550 человек, а Флэтбушский проход обороняли 1000 человек в укреплениях с несколькими орудиями. Бедфордский проход обороняли 800 человек, тоже в укреплениях с тремя орудиями. Всего на высотах стояли примерно 2800 человек. Самый дальний, Ямайский проход, сторожили всего несколько человек.
Сразу после высадки на острове генерал Генри Клинтон отправился на рекогносцировку местности. Ранее ему не удалось никак проявить себя. Его попытка захватить Чарльстон окончилась неудачей, но она изменила его мышление, теперь он пришёл к мнению, что целью войны должно быть уничтожение армии противника, а для этого надо пытаться окружить его всеми возможными способами. Теперь он взял с собой Уильяма Эрскина и лорда Роудона, и исследовал все проходы через Гуанские высоты. Клинтон хорошо знал окрестности Нью-Йорка, его отец Джордж Клинтон был губернатором этой провинции с 1743 по 1753 годы, и сам Клинтон родился в этом городе (в 1730 году).
Местные лоялисты рассказали Клинтону про неохраняемый Ямайский проход, и он лично проверил их сведения. Вернувшись в штаб армии во Флэтлэндсе, он сразу же составил план, который передал генералу Хау через Эрскина. Он предложил отправить сильный отряд в обход левого фланга противника, а затем атаковать его сразу со всех направлений, но только обходной отряд должен действовать наиболее решительно. 26 августа генерал Хау сообщил Клинтону, что решено вести сражение полностью по его плану.

## Силы сторон
К утру 27 августа Континентальная армия в Нью-Йорке и его окрестностях состояла из 71 полка, из которых 25 были регулярными (континентальными), а остальные полками ополчения. Армия насчитывала примерно 28 000 человек, из которых 8000 или 9000 числились больными. Полки были набраны в основном в Массачусетсе, Род-Айленде, Коннектикуте, Нью-Йорке, Нью-Джерси, Пенсильвании, Делавэре и Мэриленде.
Британская армия к началу сражения состояла из 27-ми линейных полков, 4-х полков лёгкой пехоты, 4-х полков гренадеров, двух гвардейских полков, трёх бригад артиллерии и полка лёгких драгун. Она насчитывала 23 000 рядовых и офицеров. Кроме этого, присутствовали гессенские полки, около 8000 рядовых и офицеров. В сумме это давало 31000 человек, из которых к 27 августа полностью пригодными к строевой службе были около 24 000 человек.

## Сражение

Карта Лонг-Айлендского сражения

### Ночной марш
К вечеру 26 августа британская армия была сгруппирована в три колонны: две бригады Гранта (5000 чел.) слева у берега, гессенцы и 42-й полк в центре во Флэтбуше, и остальная армия на правом фланге во Флэтлэндс. В 21:00 правая колонна была построена для марша. Генерал Генри Клинтон возглавил авангард (17-й драгунский и лёгкую пехоту), генерал Корнуоллис возглавил резерв (гренадерскую бригаду, 33-й и 71-й полки), а генералы Хау и Перси возглавили основную колонну. Всего в этой группировке насчитывалось 10 000 человек при 28-ми орудиях. При помощи проводников из местных лоялистов колонна начала марш, двигаясь в стороне от основной дороги, и между 02:00 и 03:00 подошла к Ямайскому проходу. Авангард обошёл проход, подошёл к нему с тыла и без сопротивления захватил несколько человек, которые его охраняли. После этого вся колонна прошла через проход и на рассвете остановилась на отдых.
Британской колонне (14 000 человек) потребовалось 12 часов, чтобы пройти 5 миль до Ямайского прохода и ещё три мили от прохода до селения Бедфорд. На этом пути было два места, где британцы ожидали сопротивления: это мост Шумахера через Гуз-Крик и сам Ямайский проход. Оба этих места оказались без охраны, из-за чего британцы заподозрили, что противник сделал это намеренно, и готовит где-то засаду.

### Атака Гранта
Примерно одновременно с колонной Клинтона начала марш колонна Гранта, которой было приказано отвлекать на себя внимание противника. Примерно в 23:00 британская разведка вышла к таверне «Красный лев» (Red lion Tavern или Red Lion Inn), которая некогда была построена для туристов, приезжавших посмотреть так называемый «след дьявола» на одной из скал. Для привлечения туристов около таверны была посажена небольшая плантация дынь. Разведчики заинтересовались дынями, и тут по ним сделали несколько выстрелов стрелки Эдварда Хэнда. Британцы отошли. Прошло ещё около трёх часов, и около 02:00 Грант отправил к таверне отряд в 300 человек. Отряд Хэнда к тому времени был заменён на отряд ополчения майора Эдварда Бёрда. Произошла перестрелка, и ополчение отступило, потеряв в неразберихе несколько человек пленными, включая самого Бёрда.
После этого столкновения Грант, следуя первоначальному плану, остановился. Известия о появлении Гранта были сразу же отправлены генералу Патнэму, который получил их в 03:00. Он сразу же отправился в палатку Стирлинга и велел ему взять ближайшие два полка, проследовать навстречу противнику и отразить его атаку. Ближайшими полками оказались мэрилендский полк Смолвуда и делаверский полк Хэзлета. Сами Смоллвуд и Хэзлет в тот день находились в Нью-Йорке, поэтому полками в их отсутствие командовали майоры Мордехай Джист и Томас Макдоно.
Кроме того, используя сигнальные огни, Патнэм сообщил Вашингтону, что противник наступает, и что тому надо явиться на Лонг-Айленд. Узнав об этом, Вашингтон приказал Патнэму удерживать Гуанские высоты любой ценой.
Следуя приказам Патнэма, Стирлинг выступил из лагеря навстречу Гранту и прибыл на позицию в тот момент, когда восходило солнце. Прибыв на позицию, Стирлинг встретил там пенсильванский отряд полковника Этли и коннектикутский отряд подполковника Джоела Кларка. Авангард Гранта уже приближался, поэтому Стирлинг велел Этли выдвинуться вперёд и задержать противника, чтобы вновь прибывшие полки успели построиться в боевую линию. Этли развернул свой отряд (120 человек) в саду около основной дороги и оттуда открыл огонь по британцам. У его пенсильванцев не было боевого опыта, но они уверенно держали позицию некоторое время, а затем организованно отошли к основной линии Салливана. Из-за особенностей местности Стирлинг построил два своих полка углом, в виде буквы V. Мэрилендский полк стоял на правом фланге, упираясь флангом в болота, а делаверский полк на левом, и его левый фланг был открыт. Стирлинг поставил отряды Этли и Кларка левее, под общим командованием бригадного генерала Самуэля Парсонса. Он не позволил своим войскам рассыпаться и занять укрытия, а построил их правильной боевой линией. В тылу его позиции находилось болота, и у Стирлинга не было связи с другими частями армии кроме отряда Парсонса. За его правым флангом, в проливе, стоял британский флот. Всего у Стирлинга было 1600 человек, против которых Грант сконцентрировал все свои 5000 человек, и ещё дополнительно 2000 (42-й пехотный и две роты лоялистов), которые подошли позже.
Построенная линия Стирлинга стала первым случаем в истории той войны, когда американские солдаты встретились с противником в открытом поле, без укреплений, в равных условиях, если не брать в расчёт разницу в численности. И это была единственная правильно построенная американская боевая линия того сражения. 

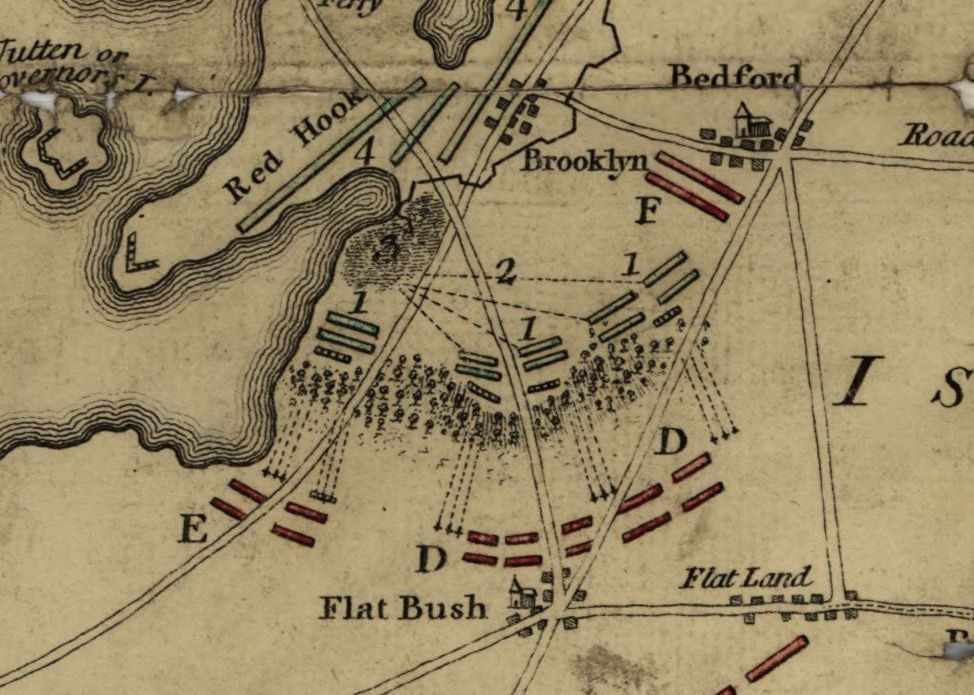
Карта сражения 1776 года. Буквой Е обозначен отряд Гранта.

Грант построил одну свою бригаду в две линии против американского правого фланга, а вторую в одну линию против левого, при этом длина линии позволяла обойти фланг противника. Опасаясь этого, Стирлинг велел Парсонсу сместиться левее. Выполняя приказ, люди Парсонса увидели удобную высоту и решили её занять, и почти дошли до вершины, когда неожиданно попали под залп британской пехоты:  23-го и 44-го полков и части 17-го драгунского, который вышли к высоте из леса. Отряд Парсонса отошёл, но затем выровнял ряды и атаковал высоту: их огонь был так силён, что британцы отошли, потеряв 12 человек убитыми и 5 ранеными. Парсонс занял высоту, потеряв всего несколько человек. Через полчаса британцы снова атаковали высоту, и снова были отбиты. Третьей атаки не последовало: британцам было достаточно того, что они привлекли к себе внимание.
Между тем полки Стирлинга стояли на позиции в ожидании атаки. Стирлинг лично обратился к ним, припомнив, что присутствовал в Палате общин, когда генерал Грант говорил, что с отрядом в 5000 человек может пройти насквозь весь континент. «У него сейчас, вероятно 5000. Нас поменьше. Но я уверен, нас достаточно, чтобы не дать ему пройти по нашему континенту далее вон того пруда». Тем временем Грант отправил небольшой отряд лёгкой пехоты к правому флангу Стирлинга. Около двух часов шла перестрелка, потом пехотинцы отступили. Американцы подтянули на позицию два орудия, и Грант тоже ввёл в дело две гаубицы. Он не собирался нападать раньше времени, но американцы не знали этого, и 4 часа простояли под огнём артиллерии в ожидании атаки. Адмирал Ричард Хау собирался подвести к месту боя корабли, но сильный северный ветер помешал ему. Историк Кристофер Уорд писал, что если бы замысел адмирала удался, то американцы были бы отрезаны на острове от Нью-Йорка и полностью разбиты вместе с генералами Вашингтоном, Патнэмом, Стирлингом и Салливаном, и на этом бы и закончилась Американская революция.

### Батл-Пасс

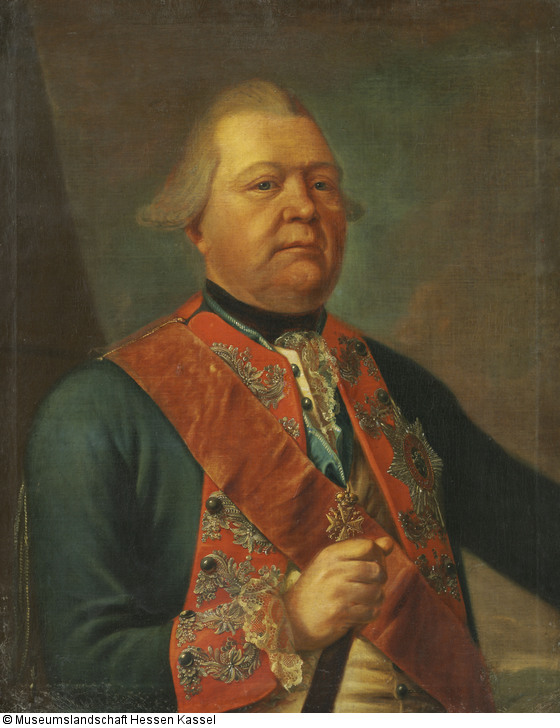
Филипп Леопольд де Хейстер

Всё это время гессенцы Фон Хейстера обстреливали позицию противника у прохода Флэтбуш-пасс, который известен также как Баттл-Пасс. В 09:00 к проходу прибыл генерал Салливан и принял командование отрядами у Флэтбушского и Бедфордского проходов. Ещё ранее полковник Самуэль Майлз, командир пенсильванского стрелкового полка, решил, что противник может обойти американский фланг через Ямайский проход, и отправился туда. В 08:00 он наткнулся на обоз и арьергард британской колонны. Он не заметил, что основная британская колонна движется мимо него совсем рядом, примерно в полумиле, и уже подошла к селению Бедфорд. Майлс и его 400 пенсильванцев отказались отрезаны от тыла, и после небольшой перестрелки сдались. Некоторым удалось скрыться, пробраться лесом в тыл и сообщить Патнэму и манёврах противника. Но Патнэм, получив эти сведения, не предпринял никаких действий.
В 09:00 колонна Клинтона находилась в Бедфорде и дала условный сигнал: залп из двух тяжёлых орудий. Американские отряды в Бедфордском проходе услышали стрельбу у себя в тылу и стали отходить к Флэтбушскому проходу. Там находился генерал Салливан, который тоже слышал выстрелы, и поэтому оставил в проходе небольшое заграждение и начал отступать, но столкнулся с британской лёгкой пехотой и драгунами, наступающими от Бэдфорда. В это время Фон Хейстер тоже услышал сигнал и приказал егерям Фон Донопа атаковать Флэтбушский проход. Егеря пошли через лес, укрываясь за деревьями, вышли к американским позициям и быстро захватили их. После этого пошли вперёд гессенские гренадеры, и быстро вышли на вершину хребта. Отряд Салливана оказался под ударом с фронта, со стороны Бедфорда, и с тыла, со стороны гессенских войск. Отряд сопротивлялся, пока мог, затем бросился бежать к бруклинскому лагерю. Многие погибли под огнём британской лёгкой пехоты, гренадеров и драгун. Именно на этом участки американская армия понесла самые значительные потери. В плен попал и сам генерал Салливан.

### Бой у дома Вехта

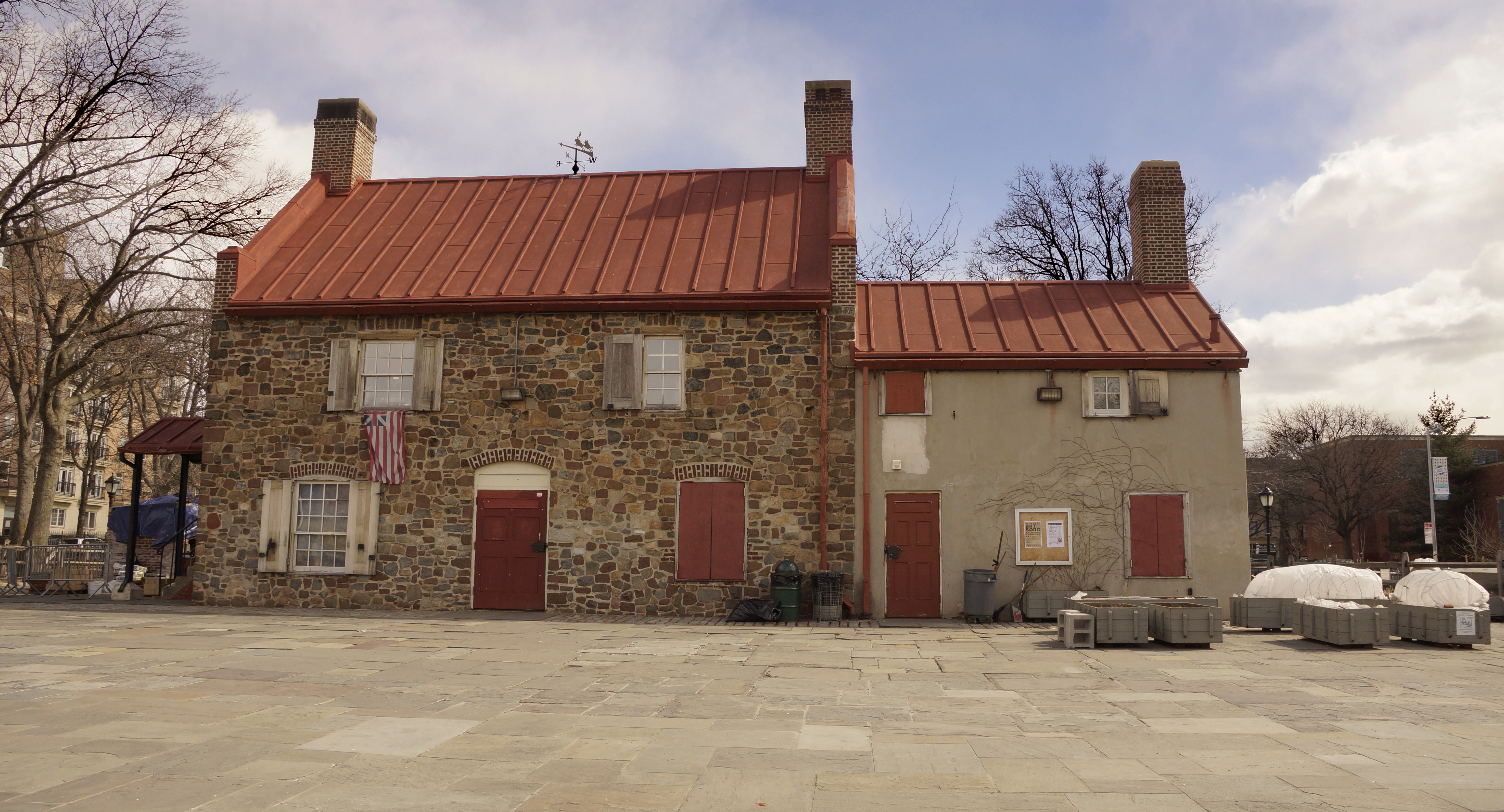
Дом Вехта, реконструкция 1933 года.

К 11:00 британцы почти полностью захватили Гуанские высоты и подошли на две мили к Бруклинскому лагерю, и только два полка Стирлинга всё ещё находились на своей позиции. Грант долго не начинал атаки. Он слышал сигнальные выстрелы, но, вероятно, у него было мало боеприпасов. По его запросу адмирал Ричард Хау прислал ему боеприпасы и заодно отправил на усиление Гранта 2000 морских пехотинцев. С их прибытием Грант начал наступление. 33-й пехотный полк присоединился к нему, а потом подошла часть гессенцев Фон Хейстера. Командир 2-го гренадерского батальона принял делавэрцев, которые носили синюю форму, за гессенцев, и послал отряд в 20 человек, чтобы сообщить об ошибке. Этот отряд подошёл к позиции делавэрцев, где и был взят в плен. Но несмотря на отдельные успехи, отряд Стирлинга был почти окружён. Британцы отрезали пути отступления по суше, но была возможность отступить через речку Гованус-Крик. Там удалось переправить пленных, из чего следовало, что и остальные смогут пройти. Он велел майору Джисту взять 250 мэрилендцев и прикрывать отход, а остальным частям велел уходить за реку. Стирлинг сам отправился с отрядом Джиста, предполагая, что в случае удачи им удастся прорваться сквозь ряды противника в Бруклин.
Британцы в этот момент были уже в тылу Стирлинга и заняли позицию у дома Вехта. Стирлинг повёл мэрилендцев в этом направлении, подошёл к противнику на расстояние выстрела и дал залп. Ответным залпом его отряд был отброшен, но привёл себя в порядок и атаковал снова. Под командованием Стирлинга отряд пять раз ходил в атаку. Джист вспоминал, что Стирлинг вёл за собой людей с неодолимой решительностью. Другой очевидец вспоминал, что «генерал лорд Стирлинг сражался, как волк». Мэрилендцам удалось потеснить противника и почти прорваться, но их шестая атака была отбита, и на этот раз они отступили в беспорядке. Только Джист и ещё девять человек смогли прорваться в тыл. Остальные были или убиты или попали в плен. Стирлинг, не желая сдаваться англичанам, смог пробиться к гессенцу Фон Хейстеру и сдался в плен лично ему.

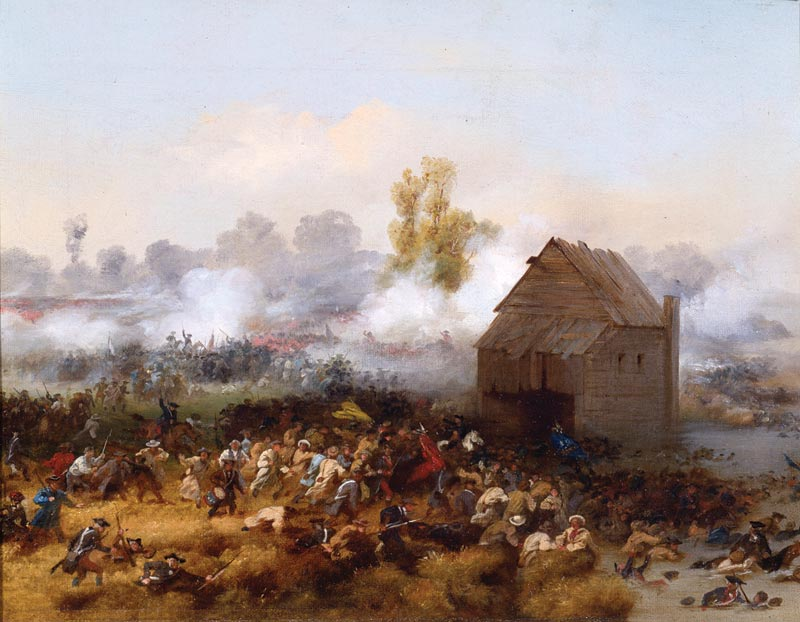
Мельница Броуэра и мельничная запруда; на заднем плане отряд Стирлинга.

Считается, что Джордж Вашингтон наблюдал с Бруклинских высот за боем отряда Салливана и воскликнул: «Боже правый, каких храбрых парней мне приходится терять!».
Пока отряд Салливана прикрывал отход, Мэрилендский и Делавэрский полки отходили к реке. Путь им преградил отряд противника, но они отогнали его несколькими залпами, пробились к болотистому берегу и по болоту вышли к самой реке. В этом месте река Гованус-Крик имела ширину около 80 метров и очень различную глубину. Вода была кому-то по колено, кому то по шею, а кому-то пришлось плыть. Британцы обстреливали их из четырёх орудий. В это время сам полковник Смолвуд успел вернуться на Боуклинские высоты. он взял у Вашингтона пехотный полк, подошёл к месту переправы, и развернул полк для прикрытия отступающих. Он установил на берегу два орудия, который открыли огонь по британской артиллерии. Отступающие потеряли на переправе всего 5 или 6 человек, хотя и вышли на берег мокрые и грязные «как водяные крысы».
18-летний рядовой Майкл Грэм, ополченец из Пенсильвании, впоследствии вспоминал: «Невозможно описать весь этот ужас и беспорядок... Я шёл по болоту, через которое отступали многие наши. Некоторые из них увязли в трясине и просили вытащить их. Но каждый думал только о себе... На краю болот был пруд, напоминающий мельничную запруду. Многие прыгали туда и некоторые утонули. Я целым добрался до лагеря. Из тех восьми человек, что были взяты из нашей роты для пикета, спасся только я.».
Но британская армия к концу дня уже утратила наступательные возможности. Её части были дезорганизованы и разбросаны по всей западной части Лонг-Айленда. Колонна Гранта вела бой уже почти десять часов, колонна Фон Хейстера тоже была измотана боем, а основная колонна маршировала всю ночь, а потом вела сложный бой на пересечённой местности, их боеприпасы подходили к концу, а мушкеты уже нуждались в чистке. Солдаты не ели ничего целый день, и им надо было охранять сотни пленных. Все резервы были использованы, в то время как у американской армии резервы ещё оставались. Кроме того, поступали слухи о других американских армиях где-то на Лонг-Айленде, к столкновению с которыми Хау был не готов. Он решил, что настало время перегруппироваться, накормить людей и разобраться с пленными.

## Последствия
К полудню 27 августа все уцелевшие американские военные отступили в укрепления на Бруклинских высотах. Британцы подошли к укреплениям почти на расстояние мушкетного выстрела, но здесь генерал Хау остановил их. Ему пришлось отдать приказ об остановке несколько раз, прежде чем его послушались. Генерал полагал, что штурм укреплений приведёт к ненужным потерям, в то время как правильной осадой их можно будет взять легче. Но американцы не знали об этом решении, как не знал и Вашингтон, который запросил из Нью-Йорка подкреплений, и к утру следующего дня увеличил численность войск на острове до 9500 человек. Это была лучшая и крупнейшая часть его армии: дивизии Грина и Спенсера, половина дивизии Салливана, треть дивизии Патнэма и часть дивизии Хета. При прочих равных этого было бы достаточно для удержания позиции, но американская армия была плохо обучена, плохо вооружена, и сильно деморализована поражением.
28 августа перед укреплениями была развёрнута стрелковая цепь; вечером британцы попытались отогнать стрелков и началась ожесточённая перестрелка. Британцы отступили, но к утру 29 августа построили укрепление в 700 метрах от форта Патнэм. В тот же день подул сильный северо-восточный ветер, который помешал британскому флоту войти в проливы и отрезать американскую армию от континента. Начался сильный ливень, который продлился и весь день 30 августа. У американских военных промокла и одежда и порох. Генерал Хау мог бы легко разбить их одними штыками, но, вероятно, он полагал, что флот скоро отрежет им пути отхода, и американцы сдадутся без сопротивления.
К концу дня 29 августа офицеры собрались на военный совет и решили, что необходимо покинуть остров. Чтобы не началось паники, Вашингтон объявил, что вскоре подойдут подкрепления, поэтому некоторым полкам можно вернуться в Нью-Йорк. Делавэрскому полку и остаткам Мэрилендского (под общим командованием генерала Томаса Миффлина) было велено прикрывать отход. Между 21:00 и 22:00 началась погрузка войск в лодки, при этом добровольцев и ополченцев переправляли в первую очередь. В целях секретности нигде не разжигали огней и погрузка проходила в полной темноте. Неожиданно ветер усилился так, что сделал переправу почти невозможной, но к 23:00 он сменил направление. Около 02:00 генерал Миффлин по недоразумению получил приказ отойти к переправе, и его отряд покинул укрепления. Вашингтон заметил их и вернул на место, хотя около часа укрепления пустовали. Эта ошибка могла погубить всю армию, если бы британцы заметили отход войск. Британцы всё же заметили уход противника перед рассветом, и их передовые части вошли в укрепления, но именно в этот момент опустился густой туман, который позволил последним американским частям погрузиться на лодки и переправиться на Манхэттен. К 07:00 вся Континентальная армия была в безопасности.
Британская армия ещё две недели стояла на Лонг-Айленде, не предпринимая попыток атаковать Манхэттен. В это время Вашингтон пытался решить, стоит ли оборонять Нью-Йорк, или лучше покинуть город, и следует ли его разрушить при отступлении, чтобы не давать противнику удобную базу на зиму. Генерал Грин советовал оставить город и разрушить его, тем более что всё равно две трети собственности принадлежит лоялистам. За разрушение был и Джон Джей, у которого было много недвижимости в городе. Но Конгресс принял решение не разрушать город. 7 сентября военный совет принял решение оставить в городе часть армии, а часть отвести на Гарлемские высоты к северу от города. 15 сентября британская армия форсировала пролив и высадилась в бухте Кип. Континентальная армия покинула Нью-Йорк, потеряв в городе 50 или 60 орудий.
Исход Лонг-Айлендского сражения стал сенсацией по обе стороны Атлантики. Это были именно те новости, которых желало британское общество, разочарованное сдачей Бостона. Рапорт генерала Хау прибыл в Лондон 10 октября; новость встретили звоном колоколов и салютом орудий. Король произвёл генерала в кавалеры ордена Бани. Британские акции стали расти на амстердамской бирже, а во Франции общество утратило всякую веру в успех американского восстания. Американское общество пребывало в унынии, генерал Грин писал Вашингтону, что вся провинция на грани паники. Сам Вашингтон писал Конгрессу что войска утратили веру в успех войны, а ополченцы стремятся разойтись по домам. Вашингтон упрашивал Конгресс не полагаться на ополчение, и его слова возымели действие: Конгресс смог преодолеть страх перед регулярными армиями и 16 сентября постановил набрать 88 батальонов пехоты для службы до конца войны.

### Потери
Британские потери, согласно рапорту генерала Хау, включали 61 убитого, 257 раненых и 31 пропавшего без вести. 20 морских пехотинцев и их командир, капитан Урагг числятся отдельно в потерях королевского флота. Гессенцы потеряли 2 убитыми и 26 ранеными (из них три офицера). Историк Генри Стайлс в 1860-х годах писал, что британские подсчёты должны были быть очень точны, поскольку они удержали под контролем поле боя.
Американские потери в этом сражении в разное время оценивались различно. Вечером 27 августа Вашингтон написал Конгрессу, что потери довольно велики. 29 августа он писал, что не знает ещё масштабов потерь. 31 августа он написал, что армии потеряла 700 или 1000 человек. Генерал Скайлер в те дни писал, что потеряно около 800 человек. Генерал Хау в своём рапорте от 3 сентября приложил подробный отчёт о потерях обеих армий. Он писал, что только пленными взял 1006 рядовых, и ещё 91 офицера (3 генерала, 3 полковника, 4 подполковника, 3 майора, 18 капитанов, 43 лейтенанта и 11 энсинов). Он предположил, что американцы потеряли убитыми и ранеными ещё 2200 человек. Впоследствии британские историки в основном доверяли оценкам Генерала Хау. Например, Джон Фортескью утверждал, что американцы потеряли едва ли менее 2000 человек. Среди американских историков не было единого мнения. Маршалл оценивал потери в 1000 человек, Ирвинг в 2000, Лоссинг  в 1650, Филд в 2000, Спаркс в 1100, Банкрофт в 800, Каррингтон в 970. Многие предполагали, что Вашингтон скрыл масштабы реальных потерь, но историк Генри Джонстон писал в 1971 году, что вероятнее всего оценка Вашингтона — около 1000 убитыми, ранеными и пленными — была верной.
По словам Джонстона, 8 октября Вашингтон приказал произвести подсчёт потерь в сражении и общее количество убитых и раненых, и согласно этим подсчётам армия потеряла 150 рядовых и офицеров. Например, мэрилендский полк Смолвуда потерял 12 офицеров и 247 рядовых, полк Уорда потерял 3 человека, а полк Этли потерял 11 офицеров и 77 человек. Сам Вашингтон потом утверждал, что потерял убитыми и ранеными не более 200 человек, и предполагал, что потери британцев были выше. Многие другие участники сражения с американской стороны так же утверждали, что британские потери превосходили их собственные. Вероятно, в статистику генерала Хау попали лонг-айлендские ополченцы, не относящиеся к армии Вашингтона. например, он записал в пленных генерала Натаниеля Вудхалла, который был взят в плен на острове уже после сражения и не числился в сражающейся на Лонг-Айленде армии.
Историки после Джонстона тоже давали различные оценки: Джон Галлахер (1995) оценивал американские потери в 1120 человек, Историк Барнет Шектер в книге 2002 года писал, что современные историки в основном признают оценки Вашингтона, предполагая, что американцы потеряли примерно 200 человек убитыми и ранеными и 900 человек пленными. Дэвид Маккалоу в книге 2006 года называет 300 убитыми и 1000 пленными.

### Оценки
Лонг-Айлендское сражение было первым столкновением американской и британской армий в открытом поле, его исход заставил американцев утратить веру в свои возможности, и долгое время предполагалось, что точно так же закончится любое другое сражение с британцами на открытой местности. Сразу же начались споры о том, кто именно виноват в неудаче, рядовой состав или командование, и эти споры длятся по сей день.
Много критики досталось Салливану. Его винили в том, что он, командуя войсками на Гуанских высотах, не предпринял мер по охране Ямайского прохода. Сам Салливан в свою защиту говорил, что на высотах командиром был Стирлинг, а он сам подчинялся Патнэму и отвечал за войска в бруклинском лагере. Сам Патнэм обвинялся в том, что провёл рекогносцировку 26 августа, но не заметил, что противник усиливает свой правый фланг и явно угрожает Ямайскому проходу, и не усилил ничем свой левый фланг. Кроме этого, его осуждали за то, что узнав о появлении противника у Бэдфорда, он не уведомил Вашингтона, и не отвёл отряд Салливана с высот. Однако, есть вероятность, что новости дошли слишком поздно, и у Патнэма не было времени что-нибудь предпринять. Впоследствии генерал Фрэнсис Грин утверждал, что в тот день у армии не было верховного командующего: хотя Патнэм и занимал формально этот пост, он не делал ничего, что положено командующему.
Джордж Вашингтон попал под критику, поскольку был старше по званию Патнэма, но не отменил его приказов, позволил войска принять бой на Гуанских высотах, а не отвёл их в бруклинские укрепления, где можно было дать бой противнику в стиле Банкер-Хилла. У него не оказалось под рукой кавалерии для патрулирования высот и для связи между отдельными постами. Небольшое количество кавалерии могло помочь, но в армии  её вообще не оказалось. Конгресс не позаботился об этом, а Вашингтон не сформировал свою собственную. Вероятно, он вообще не знал, как использовать кавалерию на войне. В июне Коннектикут передал ему три полка лёгкой кавалерии (400 чел.), но Вашингтон решил, что от кавалерии не будет пользы в Нью-Йорке и предложил использовать людей как пехотинцев, а лошадей передать в обоз. Коннектикутцы отказались и покинули армию.
Историк Кристофер Уорд писал, что многие историки говорят об ошибках в тактике, хотя основная ошибка была стратегической: она состояла в попытке удержать город Нью-Йорк. Для обороны города необходимо было удерживать Бруклинские высоты, а это вынуждало американцев разделять свою армию. Утверждается, что это было политическое решение, принятое Конгрессом, но и в этом случае Вашингтон, как главнокомандующий, должен был понимать, что рискует погубить всю свою армию. Однако, Вашингтон верил в возможность удержать Нью-Йорк и перед сражением и некоторое время спустя. Некоторые историки (в частности Джон Фортескью) видели причину в том, что у Вашингтона не было военных талантов и тем более гениальности, а сильной его стороной была как раз способность стойко переносить кризисные ситуации.
С другой стороны, проиграв сражение на суше, Вашингтон сумел грамотно организовать эвакуацию войск с Лонг-Айленда на Манхэттен несмотря на присутствие британского флота и полное отсутствие собственного. Профессор американской военно-морской академии Уильям Калдерхед писал, что американская армия не имела опыта подобных операций, но провела её идеально. Парадоксально, писал он, что непривычные к морю войска переиграли здесь своего противника, имеющего богатый опыт такого рода операций.
Много критики получили и британские генералы. Генерала Гранта осуждали за то, что он недостаточно решительно наступал на своём участке, а генерала Хау за то, что он не штурмовал сходу укрепления Бруклинских высот. На это Хау отвечал, что укрепления были сильны, их занимала основная часть армии противника, и они находились под прикрытием плавучих батарей.

### Статьи
- William A. Calderhead. British Naval Failure at Long Island : A Lost Opportunity in the American Revolution (англ.) // New York History. — Ithaca, New York: Cornell University Press, 1976. — Vol. 57, iss. 3. — P. 321—338. — ISSN 0146-437X.
- Charles Francis Adams. The Battle of Long Island (англ.) // The American Historical Review. — New York: Oxford University Press, 1896. — Vol. 1, iss. 4. — P. 650—670. — ISSN 0002-8762.